# Minihuracà mediterrani

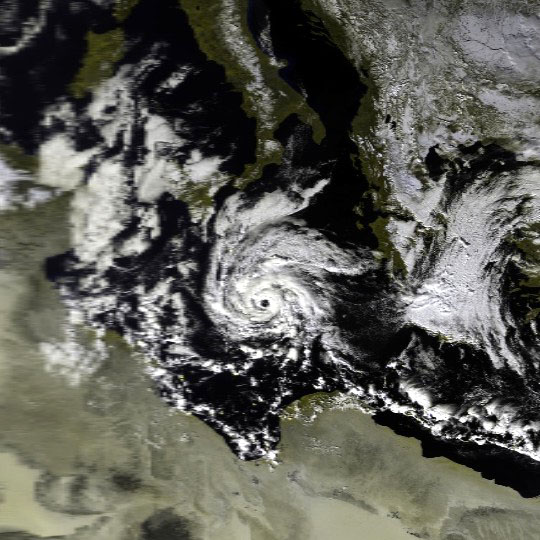
Imatge des d'un satèl·lit meteorològic d'un medicà mediterrani el 16 de gener de 1995

Un minihuracà mediterrani o medicà és una pertorbació ciclònica de morfologia semblant a la dels ciclons tropicals, però de menor intensitat i de dimensions més reduïdes, que es produeix sobre el mar Mediterrani. El terme medicà neix de la fusió dels termes "mediterrani" i "huracà".
Els minihuracans es descriuen com unes estructures nuvoloses arrodonides les quals mostren una àrea lliure de núvols al seu centre. A més, estan associats a forts vents ciclònics, pluja intensa i un nucli càlid. Tot i que aquests sistemes no solen assolir la força d'un huracà (33 m/s de velocitat del vent a 10 m de mitjana durant 10 minuts), presenten algunes similituds dinàmiques i estructurals amb les tempestes tropicals. Solen ser fenòmens poc freqüent, ja que s'han detectat (a partir d'imatges satèl·lit i bibliografia) menys de 20 casos a la conca Mediterrània per al període 1982-2008.
La majoria dels minihuracans són breus i es queden sempre sobre el mar, però alguns han evolucionat molt a prop de zones costaneres i fins i tot han creuat illes mediterrànies. En tres ocasions de temps recents, octubre del 1986, setembre del 1996 i octubre del 2003, un medicà va travessar Mallorca. En comptades ocasions poden arribar a tenir la força d'un huracà de categoria 1.

## Formació i evolució
Els minihuracans presenten algunes diferències en la seva formació i evolució en comparació amb els ciclons tropicals. En alguns casos hi ha la presència d'una baixa freda en alçada sobre la zona. En canvi, en els casos tropicals hi ha algun tipus de pertorbació a nivells alts de la troposfera propera a la zona on evoluciona un huracà. En un episodi de medicà, la inestabilitat induïda per la baixa en alçada, junt amb l'estabilitat a nivells baixos, semblen ser les condicions necessàries per al desenvolupament d'aquest tipus de sistemes quasitropicals a la conca Mediterrània. Es té la idea que un medicà és el resultat de la barreja de dos processos dinàmics. Una primera fase dominada pel desenvolupament baroclínic i, una segona fase, derivada principalment de l'activitat convectiva quasitropical i la interacció entre l'atmosfera i el mar. Al mateix temps, la teoria de la formació dels ciclons tropicals estableix que aquests sistemes només es poden desenvolupar sobre mars amb una temperatura de la seva superfície superior als 26 °C. En el cas dels minihuracans però, s'han desenvolupat amb valors de la temperatura de la superfície del mar Mediterrani per sobre dels 15-24 °C.
Els minihuracans semblen evolucionar com els huracans. Així doncs, en un estat inicial una zona convectiva sobre el mar s'organitza al voltant d'un vòrtex feble que està arribant a la zona de tempestes. L'organització de les tempestes al voltant del vòrtex augmenten l'activitat amb la qual el vòrtex va guanyant vorticitat. L'augment de la vorticitat de l'estructura millora la capacitat d'extreure la humitat i la calor de la superfície del mar a causa de l'augment de la velocitat del vent. L'augment de la humitat i la calor a la base de l'estructura contribueixen alhora a millorar les condicions favorables a la convecció. D'aquesta manera, s'estableix una dinàmica de reforç mútua entre la convecció, el vòrtex i la font d'energia. Per tant, la font d'energia d'un medicà esdevé el Mar i l'estructura principal és el resultat d'una extraordinària activitat convectiva profunda. Segons aquest flux de calor latent procedent del mar, la temperatura de la superfície del mar i l'alliberament de calor latent procedent de la convecció es mostren com els paràmetres clau en la formació d'un medicà. Una vegada formats els minihuracans, aquests van evolucionant sobre el mar i solen esvair-se quan arriben a la costa. Com en el cas d'un huracà, els minihuracans també desenvolupen un mur de núvols al voltant del centre de baixes pressions. L'anàlisi basada en imatges de satèl·lit d'aquests sistemes mostra una primera fase de formació (abans de la detecció de l'ull) amb els cims freds dels núvols convectius. Una segona fase estàtica en què es pot observar l'ull amb una estructura nuvolosa simètrica respecte el seu eix sent el moment de màxima activitat del sistema. Finalment, existeix una tercera fase “itinerant” on l'estructura viatja en una direcció específica sense pluja forta però amb un augment gradual de la velocitat del vent estimada.

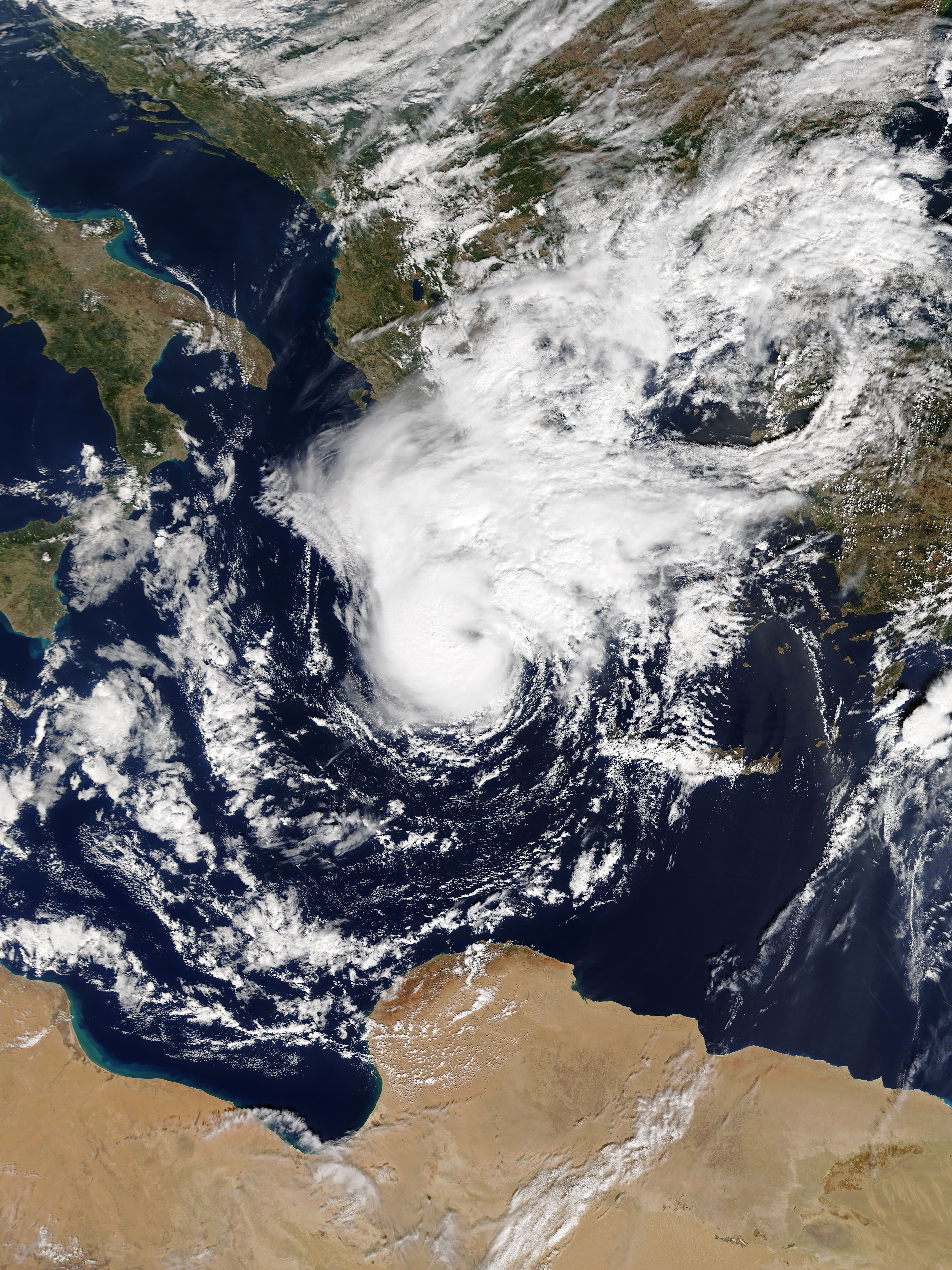
Imatge satèl·lit del medicà Xenofont el 29 de setembre de 2018